# طاق تراژان (تیمگاد)
طاق تراژان یک طاق پیروزی رومی است که در شهر تیمگاد (ثموگادی باستانی) در نزدیکی باتنه، الجزایر واقع شده و بین اواخر قرن دوم و اوایل قرن سوم ساخته شده‌است.
سه ایوان طاق در بخش غربی شهر، در ابتدای خیابان دکمنوس ماکزیموس (شرقی-غربی) و انتهای جاده‌ای که از لامبایزیس می‌آمده، قرار دارند.

## تاریخچه
کتیبه روی اتاقک بالایی تاق، پایه‌گذاری مستملکه از طرف تراژان را در سال ۱۰۰ ثبت کرده‌است. مواد تزئینی بنا با کناره‌های تاق‌های جانبی جدا شده از دیوار، با یک پایه منحنی شکل گرفته شده‌است که دو تاقچه جانبی برجسته و هم راستا را تشکیل می‌دهد. این تاقچه‌ها و تزیینات مجلل در عناصر معماری، همگی نیازمند بررسی و زمان‌سنجی دقیق تر هستند.
این تاق همراه با کل محوطه باستانی تیمگاد، از سال ۱۹۸۲ به عنوان میراث جهانی در فهرست میراث جهانی یونسکو قرار گرفته‌است.

## گزارش تاق
ارتفاع طاق به ۱۲ متر می‌رسد، با یک طاق مرکزی به ارتفاع ۶ متر که امکان عبور ابزارهای ترابری را می‌دهد که شیارهای عمیقی در زمین از زیر گذرگاه تاق به جا گذاشته‌اند. کمانه‌های جانبی تاق هر کدام ۳٫۷۵ متر بلندا داشته و مخصوص گذرگاه پیاده بوده‌است.
در بالای طاق‌های جانبی در دو طرف، طاقچه‌های مستطیلی عمیقی وجود دارد که با ستون‌های کورنتی ساقه‌ای صاف از سنگ مرمر رنگی روی قفسه‌ها، کنار آن‌ها قرار گرفته‌اند. طاقچه‌ها برای نگهداری مجسمه‌ها طراحی شده بودند که اکنون گم شده‌اند. کل مجموعه هر طاق و طاقچه جانبی توسط دو ستون کورنتی قرمز قاب شده بود که از دیوارها جدا شده بود و توسط پایه‌ها پشتیبانی می‌شد. گلدسته ای که در بالای دیوار بالای قوس‌های جانبی قرار دارد از بالای ستون‌ها بیرون زده و یک پدینت منحنی به نوبه خود روی آن قرار گرفته‌است. اتاق زیر شیروانی باید با گروهی از مجسمه‌های به یاد ماندنی پوشیده شده باشد.
مجسمه‌های دیگری در زمان‌های پس از این به طاق اضافه شد. که شامل مجسمه ای از خدایان مریخ و یکی از کنکوردیا است که در زمان امپراتور Septimius Severus توسط Lucius Licinius Optatianus به مناسبت انتخاب او به عنوان شعله مادام العمر مستعمره ساخته شد.

## بیشتر بخوانید..
- فهرست تاق‌های پیروزی رومی

## بن‌مایه
1. ↑  Pierre Gros, L'architettura romana dagli inizi del III sec. a.C. alla fine dell'alto impero, Milano 2001 (Italian translation of L'architecture romaine. 1 Les monuments publics, Paris 1996), pp.86-88.
2. ↑  Scheda su Timgad on UNESCO's website.